# Сахалинские корейцы
Сахали́нские коре́йцы (также корейцы Сахалина; кор. 사할린 한인?, 庫頁島韓人? Сахаллин ханин) — субэтническая группа корейцев численностью около 45 000 человек. На долю сахалинских корейцев приходится около 10 % корейской диаспоры бывшего СССР (корё-сарам). В большинстве своём это потомки южнокорейских по своему происхождению рабочих, привезенных в качестве рабочей силы на Южный Сахалин в период аннексии Кореи Японской империей (1905—1945). Компактно проживают на юге острова Сахалин, по этой причине в российской и мировой историографии сахалинские корейцы часто рассматриваются обособленно от континентальной диаспоры. В период с 1905 по 1937 год в северной (российской, а затем и советской) части Сахалина  сформировалась обособленная от южной части острова группа корейцев. Северо-сахалинские корейцы, как и континентальные корё-сарам, в 1937 году были депортированы из регионов советского Дальнего Востока в Среднюю Азию.

## Российский Сахалин
Корейская диаспора Сахалина начала своё постепенное формирование после 1870 года. В 1890 году о присутствии корейцев на Сахалине упомянул посетивший остров А. П. Чехов, который провел личную перепись населения и в книге «Остров Сахалин» написал, что «у Семёнова работают манзы, корейцы и русские». Перепись 1897 года обнаружила на острове 67 корейцев из 28 000 жителей. Следует заметить, что с 1905 по 1937 год в северной (российской, а затем и советской) части Сахалина обособленно сформировалась северо-сахалинская группа корейцев, которая, как и континентальные корё-сарам, в количестве 1187 человек была депортирована в Среднюю Азию.

## Японский Южный Сахалин

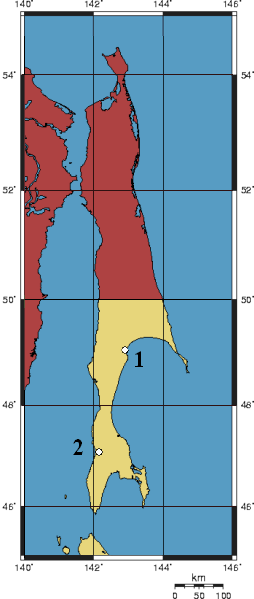
Приблизительное местоположение японских расправ над корейцами в Карафуто
1: Сикука (Поронайск), возле Камисикука (上敷香)
2: Маока, возле села Мидзухо (Пожарское)(瑞穂村)
СССР
Японская империя

Заключённый по результатам русско-японской войны Портсмутский мирный договор передал южную часть острова Сахалин (южнее пятидесятой параллели согласно мирному договору от 1905 г.) Японской империи и территория называлась префектурой Карафуто. После аннексии Кореи японское правительство мобилизовало корейских рабочих и переправило их на Южный Сахалин для восполнения рабочей силы, которой не хватало в связи с массовой милитаризацией страны и призывом собственно японского и частично корейского населения в Императорскую армию в преддверии и в ходе Второй мировой войны. Тотальная мобилизация корейцев для работы на Карафуто началась с 1939 года и осуществлялась в три этапа:
1 этап. Вербовка (сентябрь 1939 — февраль 1942).
2 этап. Государственный организованный набор (февраль 1942 — сентябрь 1944) проводился принудительно либо обманным путём.
3 этап. Трудовая повинность (сентябрь 1944 — август 1945) носила форму «охоты за корейцами».
Всего на Сахалин за период существования Карафуто для принудительных работ, в основном на угольных шахтах, японцами было привезено более 70 000 корейцев из тогда ещё японской Кореи. Корейцы также прокладывали железные дороги, трудились на лесоповале. Часть из них вышла на пенсию и смогла вернуться обратно домой до выхода Карафуто из-под юрисдикции Японии. Часть корейцев приехала на Сахалин добровольно в поисках более высоких заработков, поскольку в 1943 году Карафуто был провозглашен частью собственно Японии и зарплаты на острове были значительно выше, чем в Корее, имевшей статус колонии. При этом практически все они были выходцами из регионов, которые впоследствии вошли в состав Южной Кореи. В период между 1939 по 1945 годы около 40 тысяч корейцев были ввезены японскими властями на Сахалин для подготовки инфраструктуры острова к войне. К концу войны на Сахалине оставалось 47 тыс. человек корейской национальности.

## Возвращение Южного Сахалина советскими войсками
Советская армия заняла Южный Сахалин за несколько дней до капитуляции Японии. На южном Сахалине на 2 сентября 1945 г. проживало более 391 тыс. человек, из них 358,5 тыс. — японцы, ок. 23,5 тыс. официально зарегистрированных корейцев (на деле их число оказалось вдвое больше, так как несколько тысяч корейцев были привезены японскими властями для принудительных работ на остров в самые последние месяцы второй мировой мировой войны), и более 1 тыс. человек аборигенного населения. Придя в ярость из-за поражений японской армии, группы гражданских лиц японской национальности начали вымещать свою злобу и негодование на беззащитных корейцах. 18 августа 1945 года произошёл расстрел в Камисикуке. 22 августа 1945 года произошла кровавая резня в Мидзухо. Осенью 1946 г. была достигнута договоренность СССР и США о репатриации японского населения. 50 корейцев, проживавших на островах Малой Курильской гряды, были переселены на Сахалин во избежание прямой нелегальной депортации с Курил в Японию вместе с курильскими японцами. Небольшая часть сахалинских корейцев смогла получить японское гражданство до 1945 года в результате смешанных браков с японцами, а потому была депортирована в Японию. Небольшое количество корейцев было депортировано в Японию по ошибке. До 1956 года Япония отказывалась принимать каких бы то ни было лиц корейской национальности независимо от гражданства. По причине сильной дискриминации корейцев в Японии, некоторые лица, происходящие от корейско-японских браков, решили остаться в СССР. После подписания Московской декларации Япония согласилась их принять. В результате, в  1957—1959 годах в Японию переехало 2300 человек, состоявших в смешанных корейско-японских браках, в том числе 604 японца, 456 корейцев и 1 240 детей от смешанных браков.
Япония после подписания акта о безоговорочной капитуляции не могла самостоятельно вести внешнюю политику. Репатриация проходила в 2 этапа, на первом этапе с октября 1946 по май 1948 г. остров покинуло 357 тыс. японцев. Второй этап 1957—1960 гг. — в Японию выехало ок. 2 тыс. японских граждан. Согласно договоренностям, репатриации подлежали только граждане Японии, в силу установленного в Японии и Южной Корее американского оккупационного режима. Территория Кореи вышла из состава Японии, все корейцы лишались японского гражданства. После окончания войны капитулировавшее правительство Японии объявило, что после отъезда японцев, начнется эвакуация корейцев. Однако Корея выпала из-под японского контроля. В результате, эвакуационное судно «Унсен мару», увезшее последних японцев Карафуто в июне 1949 года, так больше никогда не вернулось на Сахалин.

## Натурализация
В конечном счёте, однако, СССР оказался заинтересован в сохранении части людских ресурсов упразднённого Карафуто, вошедшего в состав Сахалинской области, так как именно оставшиеся корейцы хоть как-то могли поддержать инфраструктуру шахтерских посёлков и бараков юга острова. В 1946 г. Правительство СССР позволило оставшимся корейцам начать регистрироваться по месту жительства, стали открываться корейские национальные школы, выходили газеты на корейском языке. В конце 1952 консулу КНДР было позволено начать агитировать сахалинских корейцев принять гражданство Северной Кореи, хотя родными для большинства были южнокорейские уезды. Одновременно советские административные органы разрешили желающим корейцам оформлять гражданство СССР. На первом этапе более половины сахалинских корейцев приняли гражданство КНДР. Так, по данным МВД в начале 60-х годов из 43 тыс. сахалинских корейцев в гражданство КНДР перешло 25 тыс., советское гражданство приняли — 13 тыс., без гражданства оставались 4500 человек. До 1958 года советские власти поощряли переход сахалинских корейцев в гражданство СССР. Затем, идя на уступки Пхеньяну, который желал склонить южнокорейские элементы на свою сторону, советские власти резко ограничили эту возможность и создали многочисленные бюрократические препоны. Между тем, уехавшие в КНДР сахалинские корейцы остались недовольны жизнью в Северной Корее по политическим и экономическим причинам. По просьбе северокорейских чиновников советские команды, перевозившие мигрантов, «во избежание провокаций» (чтобы корейцы не захватили пароход и не заставили команду везти их в Южную Корею или Японию) были снабжены огнестрельным оружием. Более того, суда с репатриантами сопровождали советские военные корабли. К началу 70-х и сам СССР начал расходиться в своих более либеральных взглядах с КНДР. В результате, остававшиеся без советского гражданства сахалинские корейцы снова получили возможность его приобрести. Как следствие, КНДР не удалось сформировать на Сахалине второй Чхонрён (мощная пропхеньянская ассоциация корейцев Японии). В 1985 году правительство Японии согласилось профинансировать репатриацию сахалинских корейцев первого поколения, рождённых до 15 августа 1945 года, а также и второго (родившиеся после 15 августа 1945 г.), состоящих в браке с представителями старшего поколения. В 1985 г., по данным УВД, численность корейского населения Сахалинской области составила 31 664 человека. Из них 20 522 имели советское гражданство, 1259 были гражданами КНДР, а 9883 были лицами без гражданства. Сахалинская диаспора также по-прежнему настаивает на том, чтобы японское правительство вернуло им сбережения и средства добровольного страхования вместе с процентами по ним в размере 180 млн. иен, которые их предки вынужденно отчисляли на счета японских банков в 1930—1940-е годы, и которые пoныне размещены в банке г. Отару.

## Язык и культура
В первые годы после присоединения Южного Сахалина советские власти стремились активно поддерживать у местных корейцев образование на родном языке при условии их советизации. С 1948 года работал Корейский передвижной театр, ставивший революционные и советские пьесы. Также в послевоенный период выходили газеты на корейском языке, на нем осуществлялось обучение в школах, при Южно-Сахалинском педагогическом училище функционировало корейское отделение. Но в начале 1960-х годов политика изменилась. В 1963 году был закрыт корейский театр, свёрнуто издание почти всех газет на корейском языке кроме еженедельника «По ленинскому пути», а 32 корейские школы с 7239 учащимися перешли на русский язык.
В настоящее время сахалинские корейцы почти полностью обрусели. В ходе переписи 2010 года из 24 865 корейцев Сахалинской области, указавших владение языками, о владении корейским языком заявили только 6 169 корейцев, тогда как о владении русским языком заявили 24 752 корейца.

## Социологические опросы
Согласно неофициальным опросам, желание переселиться в Южную Корею в 1993-м году выразили около 15 тысяч сахалинских корейцев — почти половина проживавших на острове. Однако покинуло остров не более 4 тыс. корейцев. Репатриироваться пожелали в основном пожилые люди, родившиеся в Корее, которым власти последней обещали предоставить жилье, медицинскую страховку и небольшую пенсию. В 1993 году после падения Железного занавеса южнокорейские агентства обратились к властям Сахалинской области с просьбой провести официальный социологический опрос среди сахалинских корейцев, но это предложение первоначально вызвало возражение и со стороны местных властей, и со стороны российского МИДа. Совместный опрос был организован только весной 1997-го совместными усилиями статистического управления Сахалинской области и нескольких южнокорейских представителей. Однако результаты проведённого исследования так и не были официально опубликованы. Как и ранее, южнокорейскую сторону интересовало, сколько сахалинских корейцев хочет переселиться в Республику Корею на постоянное место жительства. Судя по утечкам в СМИ, такое желание выразили менее 5 тыс. корейцев, то есть почти в три раза меньше, чем в начале 1990-х. В связи с тем, что большинство современных сахалинских корейцев являются уроженцами острова и не стремится покинуть его, более актуальной для них является тема упрощения условий для поездок в Южную Корею для культурно-экономического обмена и поддержания связей с родственниками. К 2002 году более 12 000 корейцев острова из более чем 30 тысяч уже хотя бы раз побывали в Южной Корее.

## Географическое распределение
Численность корейцев на острове достигла 30 000 (5 % населения острова), в том числе около 15 000 в Южно-Сахалинске. В отличие от континентальной корейской диаспоры России и стран СНГ, сахалинские корейцы компактно проживают на юге Сахалина. Наиболее заметно их присутствие в г. Южно-Сахалинск. Стоит отметить также и тот факт, что в ходе переписи 2010 года многие этнические корейцы, как и другие жители области, не указали свою национальность. В условиях свободы передвижения миграция населения в другие регионы России, зарубежные страны обуславливает актуальность проблемы существования диаспоры сахалинских корейцев. Современная география расселения сахалинских корейцев достаточно обширна: Сахалинская область, Владивосток, Хабаровск, Москва, Санкт-Петербург и другие города РФ, сахалинские корейцы также проживают в странах СНГ, Южной Корее, Японии, США, Канаде, Австралии, Австрии, Германии и т. д.
| муниципальный район, городской округ | Субъект РФ  | % корейцев |
| ГО «Город Южно-Сахалинск»            | Сахалинская | 8,3        |
| ГО «Макаровский район»               | Сахалинская | 5,3        |
| Углегорский МР                       | Сахалинская | 5,1        |
| ГО «Холмский район»                  | Сахалинская | 5,0        |

## Репатриация в Республику Корея
В конце 90-х годов три страны — Россия, Республика Корея и Япония — начали кампанию по репатриации первого поколения сахалинских корейцев (родившихся до 15 августа 1945 года) на историческую родину. Массовая репатриация сахалинских корейцев в Республику Корея началась в 2000 г. Сейчас в Южной Корее проживают около  3500 репатриантов из России. Репатриация осуществляется за счёт средств Красного Креста Японии и Республики Корея. Согласно программе, правительство Кореи предоставляет репатриантам жилье, выплачивает ежемесячное социальное пособие и предоставляет услуги медицинского страхования. Правительство Японии в свою очередь приобретает имущество (одно или двух-комнатные квартиры площадью до 40 м²) и оплачивает транспортные расходы. Кроме того, раз в два года сахалинские корейцы, переехавшие на родину, за счет правительства Японии имеют право бесплатно посетить Сахалин. Большинство сахалинских корейцев поселилось в городе Ансане, где специально для них было построено 500 квартир. Программа репатриации представителей первого поколения по плану дoлжна была быть завершена к концу 2013 года, затем срок действия программы японские и южнокорейские власти продлили до конца 2015 года. На каждые 50 пожилых репатриантов приходится 2—3 возвращенца на Сахалин.

## Проблемы самоидентификации сахалинских корейцев
В силу относительно недавнего насильственного переселения сахалинские корейцы не отождествляют себя с корё-сарам — термином, применяемым для обозначения всех континентальных корейцев бывшего СССР. В отличие от сахалинских, «континентальные» корейцы проживали в современном Приморском крае задолго до Российской колонизации Дальневосточного региона или добровольно переселялись уже в Российскую Империю в 60-х гг. XIX века из всех, но в основном северных регионов Кореи. В период сталинских политических репрессий в 1937 году континентальные корейцы были депортированы  в Центральную Азию как «неблагонадёжные», поскольку Корея входила в состав Японской империи. Несмотря на различия в языке и происхождении, в годы после войны жизнь и быт всех корейцев постсоветского пространства приобрели общие черты.